# Mark Cerny
 (juin 2020).
Si vous disposez d'ouvrages ou d'articles de référence ou si vous connaissez des sites web de qualité traitant du thème abordé ici, merci de compléter l'article en donnant les références utiles à sa vérifiabilité et en les liant à la section « Notes et références ».
Pour les articles homonymes, voir Cerny (homonymie).
Mark Cerny est un concepteur, programmeur et producteur américain de jeu vidéo. Il a travaillé pour les sociétés Atari et Sega avant de devenir le président de Universal Interactive Studios et d'œuvrer depuis 1998 comme consultant. Auteur du classique Marble Madness, il a été impliqué dans de nombreux jeux à succès comme Crash Bandicoot, Spyro le dragon et Ratchet et Clank.
En 2004, sa carrière prolifique est récompensée par l'International Game Developers Association (IGDA) qui lui décerne un Game Developers Choice Award pour l'ensemble de sa carrière. En 2013, il est annoncé que Cerny est le lead architect des consoles PlayStation 4, PlayStation Vita et PlayStation 5.

## Biographie
Mark Cerny (né en 1964) se passionne pour les jeux d’arcade et la programmation informatique. En 1982, à l'âge de 17 ans, il rejoint la société Atari, un des leaders de l’industrie du jeu d'arcade. À cette époque, les équipes sont réduites et chaque membre a de grandes responsabilités. Il conçoit Qwak! (1982), un jeu de réflexion jamais commercialisé, et contribue au développement de Major Havoc (1983). Son premier projet, Marble Madness (1984), est un succès commercial et est désormais considéré comme un classique.
En 1985,  Mark Cerny rejoint Sega, au Japon puis aux États-Unis, et œuvre sur différents projets pour les consoles Master System puis Mega Drive, notamment sur Sonic the Hedgehog 2. En 1992, il rejoint Crystal Dynamics et supervise des projets 3DO.
En 1994, Mark Cerny devient président de Universal Interactive Studios et contribue au développement de Crash Bandicoot. En 1998, il fonde Cerny Games et travaille comme consultant pour Naughty Dog sur la série Jak and Daxter, pour Insomniac Games sur les séries Spyro the Dragon et Ratchet and Clank, et sur différents projets Sony Computer Entertainment.
De son expérience dans l’industrie du jeu, Mark Cerny a tiré une stratégie pour le développement de jeu vidéo. La méthode Cerny est un modèle de game design qui prône l'importance de l'étape de pré-production afin d'étudier la viabilité du projet. Cerny considère par exemple que si le premier niveau développé n’intéresse pas les consommateurs, alors l’idée du jeu doit être écartée avant que trop d’efforts y soient investis.
En 2004, l'IGDA lui décerne un Lifetime Achievement Award. Cette récompense ne repose pas seulement sur le nombre de jeux sur lesquels il a travaillé, sur leur qualité ou sur leur succès commercial mais aussi sur ce qu'ils ont apporté à la profession.
Le 21 février 2013, présent à New-York pour la conférence de presse PlayStation 2013, il dévoile l'architecture interne de la PlayStation 4. Il présente également son nouveau jeu développé spécialement pour cette console, Knack.
Il est également l'architecte de la PlayStation 5.

## Ludographie
- Qwak (1982) - Conception, programmation
- Major Havoc (1983, arcade) — Programmeur, designer
- Marble Madness (1984, arcade) — Programmeur, designer
- Shooting Gallery (1987, Master System) — Programmeur, designer
- Missile Defense 3-D (1987, Master System) — Programmeur, designer
- Shanghai (1988, portage Master System) — Programmeur
- California Games (1989, portage Master System) — Programmeur
- Dick Tracy (1990, Mega Drive) — Programmeur, designer
- Kid Chameleon (1991, Mega Drive) — Programmer, designer
- Sonic the Hedgehog 2 (1992, Mega Drive) — Programmer, support de développement
- Crash 'n Burn (1993, 3DO) — Programmeur, designer
- Total Eclipse (1994, 3DO) — Programmeur, designer
- The Ooze (1995, Mega Drive) — Programmation
- Disruptor (1996, PlayStation) — Producteur exécutif
- Crash Bandicoot (1996, PlayStation) — Producteur exécutif
- Crash Bandicoot 2: Cortex Strikes Back (1997, PlayStation) — Producteur, designer
- Spyro the Dragon (1998, PlayStation) — Producteur exécutif, designer
- Crash Bandicoot 3: Warped (1998, PlayStation) — Producteur exécutif, designer
- Spyro 2: Gateway to Glimmer (1999, PlayStation) — Producteur exécutif
- Crash Bash (2000, PlayStation) — Producteur, Designer
- Spyro: Year of the Dragon (2000, PlayStation) — Consultant design
- Jak and Daxter: The Precursor Legacy (2001, PS2) — Programmeur
- Ratchet and Clank (2002, PS2) - Designer
- Jak II (2003, PS2) — Programmer, Designer
- Ratchet and Clank 2 (2003, PS2) — Designer
- Ratchet and Clank 3 (2004, PS2) — Consultant design
- Resistance: Fall of Man (2006, PS3) — Consultant design
- Uncharted: Drake's Fortune (2007, PS3) — Consultant design
- Ratchet and Clank : Opération Destruction (2007, PS3) — Consultant design
- Resistance 2 (2008, PS3) — Designer
- God of War III (2010, PS3) — Consultant design
- Killzone 3 (2011, PS3) — Consultant design
- Knack (2013, PS4) — Directeur
- The Last Guardian (2016, PS4) — Consultant design
- Knack 2 (2017, PS4) — Directeur
- Death Stranding (2019, PS4) — Producteur technique